# Barrânia
Barrânia é um distrito do município brasileiro de Caconde, no interior do estado de São Paulo.

## História

### Origem
Em 2 de julho de 1893 teve lugar a consagração da Capela de Santo Antônio da Barra pelo Rev. Padre Elias Álvaro de Morais Navarro, vigário de Cabo Verde (MG), que celebrou a primeira missa no referido templo.

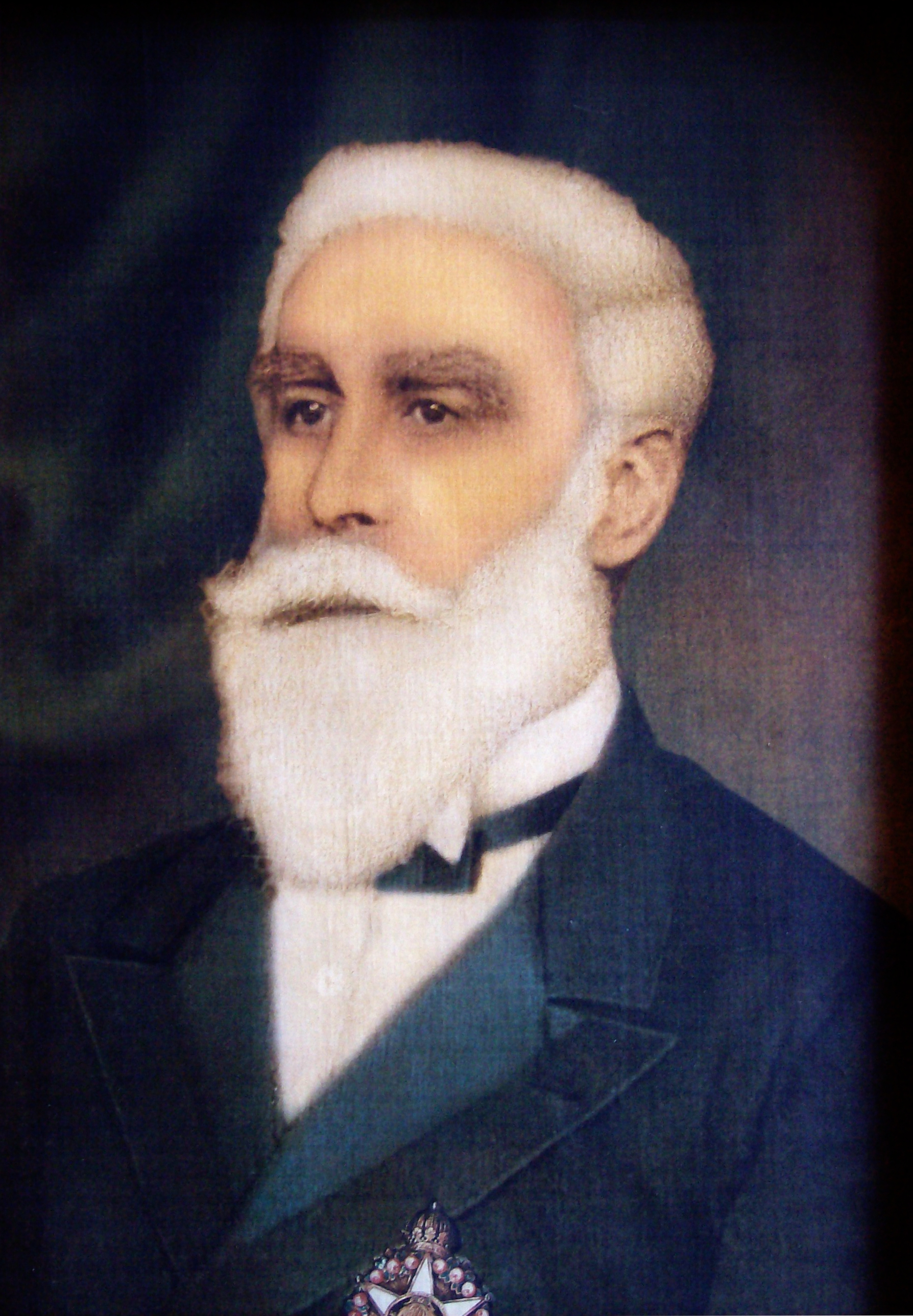
Barão de Cabo Verde.

Alguns meses depois seu tio paterno, o Barão de Cabo Verde - Luís Antônio de Morais Navarro, então Presidente da Câmara Municipal de Cabo Verde, cria em 25 de setembro de 1893, através da Lei nº 10, o distrito de Santo Antônio da Barra, que à época pertencia a Cabo Verde (MG), consoante relato de Adilson de Carvalho à pagina nº 148 de seu livro "A Freguesia de Nossa Senhora da Assumpção do Cabo Verde e Sua História".

### Formação administrativa
- Distrito criado pela Lei nº 2.694 de 03/11/1936, com o território que pelo convênio de 28 de setembro de 1936 passou do estado de Minas Gerais para o estado de São Paulo, isto é, o antigo distrito da Barra, termo de Cabo Verde, comarca de Muzambinho, mais terras do município de Caconde, com a denominação de Santo Antônio da Barra[3].
- Denominação alterada para Barrânia através do Decreto-Lei n° 14.334 de 30/11/1944[4].

## Geografia

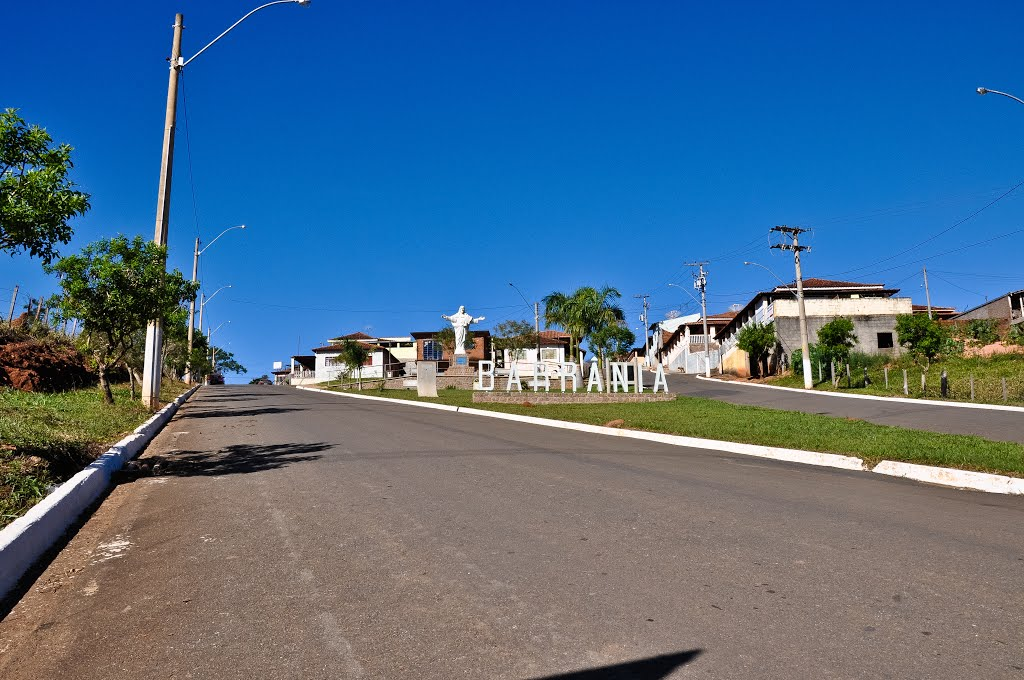
Entrada de Barrânia.

### Localização
O distrito localiza-se na divisa dos estados de São Paulo e Minas Gerais.

### Demografia

#### População urbana
| Crescimento população urbana | Crescimento população urbana | Crescimento população urbana | Crescimento população urbana |
| Censo                        | Pop.                         |                              | %±                           |
| ---------------------------- | ---------------------------- | ---------------------------- | ---------------------------- |
| 1940                         | 342                          |                              | —                            |
| 1950                         | 381                          |                              | 11,4%                        |
| 1960                         | 331                          |                              | −13,1%                       |
| 1970                         | 284                          |                              | −14,2%                       |
| 1980                         | 454                          |                              | 59,9%                        |
| 1991                         | 713                          |                              | 57,0%                        |
| 2000                         | 928                          |                              | 30,2%                        |
| 2010                         | 1 024                        |                              | 10,3%                        |
| Fonte: IBGE e Fundação SEADE |                              |                              |                              |

#### População total
Pelo Censo 2010 (IBGE) a população total do distrito era de 1 796 habitantes.

### Área territorial
A área territorial do distrito é de 85,508 km².

### Rodovias
O acesso à Barrânia é feito pela estrada vicinal que liga o distrito à Rodovia Lourival Lindório de Faria (SP-344).

## Serviços públicos

### Registro civil
Atualmente é feito na sede do município, pois o Cartório de Registro Civil das Pessoas Naturais do distrito foi extinto pela Resolução nº 1 de 29/12/1971 do Tribunal de Justiça do Estado de São Paulo, e seu acervo foi recolhido ao cartório do distrito sede.

### Saneamento
O serviço de abastecimento de água é feito pela Prefeitura Municipal de Caconde.

### Energia
A responsável pelo abastecimento de energia elétrica é a CPFL Santa Cruz (antiga CPFL Leste Paulista), distribuidora do grupo CPFL Energia.

### Telecomunicações
O distrito era atendido pela Telecomunicações de São Paulo (TELESP), que inaugurou a central telefônica utilizada até os dias atuais. Em 1998 esta empresa foi vendida para a Telefônica, que em 2012 adotou a marca Vivo para suas operações.

## Religião

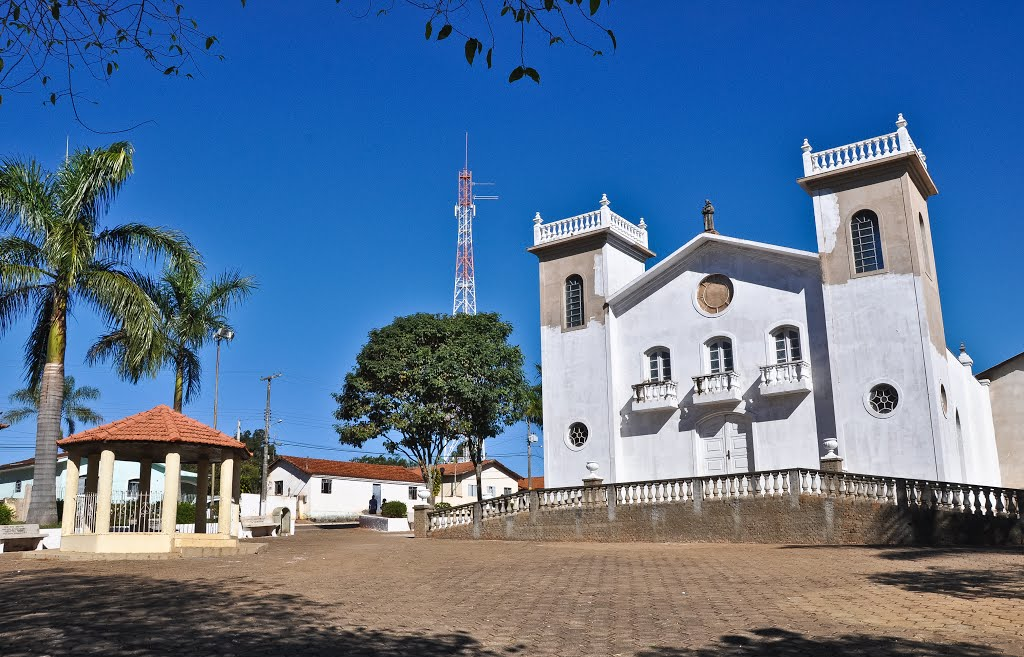
Igreja.

O Cristianismo se faz presente no distrito da seguinte forma:

### Igreja Católica
- A igreja faz parte da Diocese de São João da Boa Vista[15].

### Igrejas Evangélicas
- Assembleia de Deus - O distrito possui congregação da Assembleia de Deus Ministério de Madureira.
- Igreja do Evangelho Quadrangular.
- Congregação Cristã no Brasil[16].